# اچ‌ام‌اس اکسپلورر (پی۱۶۴)
اچ‌ام‌اس اکسپلورر (پی۱۶۴) (به انگلیسی: HMS Explorer (P164)) یک کشتی است که طول آن 20.8 m (68 ft 3 in) می‌باشد.